# Sysola
Sysola (russisk: Сысола, tr. Sysola; komi: Сыктыв, tr. Syktyv) er en flod i Republikken Komi i Rusland. Den er en biflod til Vytjegda i Nordlige Dvinas flodsystem. Floden er 487 km lang og har et afvandingsareal på 17.200 km².
Sysola udspringer på de nordrussiske højder, på grænsen mellem Republikken Komi og Kirov oblast. Den løber først mod nordvest og med mange bifloder, og passerer landsbyen Kojgorodok før den drejer mod nord. Floden er stærkt meanderende gennem hele sit løb. Forårshøjvandet i floden varer fra slutningen af april til midt i juni. Den fryser til i månedsskiftet oktober/november, og er frosset til indtil forårsafsmeltningen starter i april. 
Ved bifloden Bolsjaja Vizinga, omkring 10 kilometer fra sammenløbet med Sysola ligger den større bosætning Vizinga. Ved Sysolas sammenløb med Vytjegda ligger Syktyvkar, hovedstaden i Republikken Komi. Byen har sin rod i kominavnet på floden: "Syktyv". 
Sysolas største bifloder er, fra venstre: Kom, Tybju og Bolsjaja Vizinga, og fra højre: Nydym, Lepju og Poinga. 
De nederste dele af Sysola er sejlbare.